# شالمرز ارتشر
شالمرز ارتشر (بالإنجليزية: Chalmers Archer)‏ هو كاتب أمريكي، ولد في 21 أبريل 1928، وتوفي في 24 فبراير 2014.